# Matthys Naiveu
Matthys Naiveu ou Matthijs Naiveu (16 avril 1647, Leyde – 4 juin 1726, Amsterdam) est un peintre néerlandais du siècle d'or.

## Biographie
Matthys Naiveu est né en 1647 à Leyde aux Pays-Bas.
Il étudie la dessin auprès d'Abraham Toorenvliet (1620–1692), un peintre sur verre et un enseignant en dessin, qui est également le père de Jacob Toorenvliet. Il étudie la peinture auprès de Gérard Dou.  Il se spécialise dans la peinture de scènes de genre. En 1671, il devient membre de la guilde de Saint-Luc de Leyde. Il s'installe ensuite à Amsterdam, où il exerce la profession de contrôleur de houblon pour les brasseurs de bière d'Amsterdam. Il est un peintre très productif. Sa première œuvre connue date de 1668 et sa dernière de 1721.
Il meurt en 1726 à Amsterdam.

## Œuvres

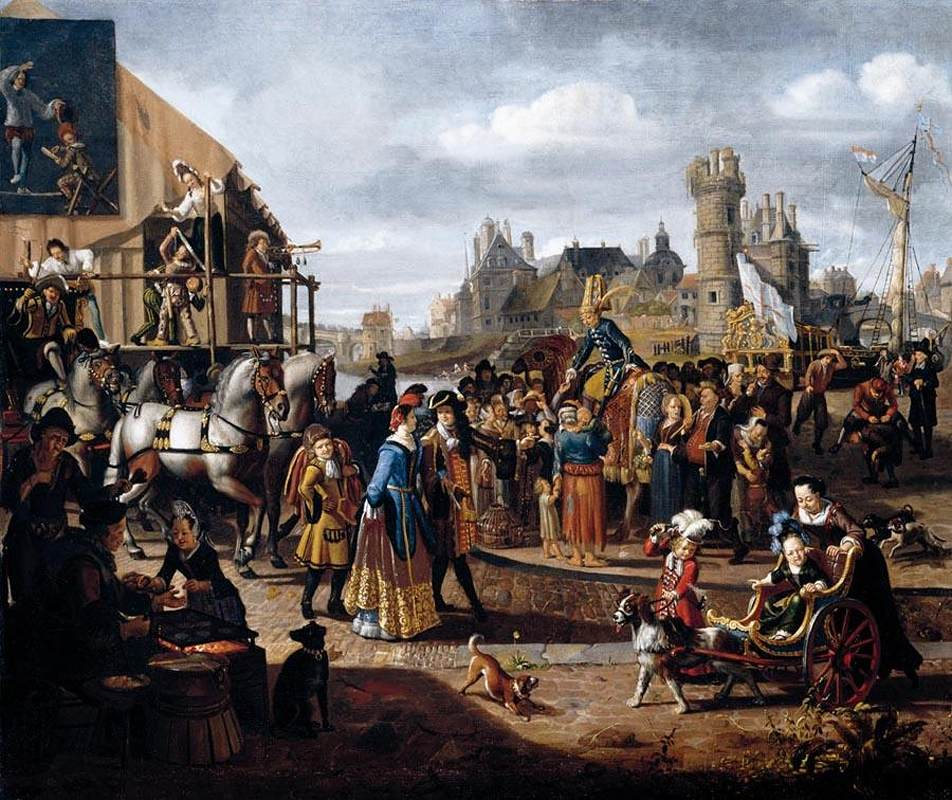
Scène de carnaval, Matthys Naiveu

- Performance théâtrale à ciel ouvert[2], Rijksmuseum, Amsterdam
- Saint Jérôme[3], Rijksmuseum,  Amsterdam
- Le marchand de marrons, huile sur toile, Musée des beaux-arts de Dijon, Dijon